# Black Diamond (Washington)
Black Diamond és una població dels Estats Units a l'estat de Washington. Segons el cens del 2000 tenia 3.970 habitants.

## Demografia
Segons el cens del 2000, Black Diamond tenia 3.970 habitants, 1.456 habitatges, i 1.131 famílies. La densitat de població era de 285,4 habitants per km².
Dels 1.456 habitatges en un 41,2% hi vivien nens de menys de 18 anys, en un 65,2% hi vivien parelles casades, en un 8,3% dones solteres, i en un 22,3% no eren unitats familiars. En el 17,2% dels habitatges hi vivien persones soles el 6% de les quals corresponia a persones de 65 anys o més que vivien soles. El nombre mitjà de persones vivint en cada habitatge era de 2,73 i el nombre mitjà de persones que vivien en cada família era de 3,08.
Per edats la població es repartia de la següent manera: un 28,5% tenia menys de 18 anys, un 6,2% entre 18 i 24, un 34,1% entre 25 i 44, un 22,9% de 45 a 60 i un 8,3% 65 anys o més.
L'edat mediana era de 36 anys. Per cada 100 dones de 18 o més anys hi havia 101,6 homes.
La renda mediana per habitatge era de 67.092 $ i la renda mediana per família de 72.981 $. Els homes tenien una renda mediana de 51.792 $ mentre que les dones 31.932 $. La renda per capita de la població era de 26.936 $. Aproximadament el 0,8% de les famílies i el 0,9% de la població estaven per davall del llindar de pobresa.

## Poblacions més properes
El següent diagrama mostra les poblacions més properes.